# AC Schnitzer
L'AC Schnitzer Automobile Technik  è un'azienda tedesca specializzata nell'elaborazione di autovetture prodotte dalla BMW e dalla Mini e di motociclette realizzate dalla BMW Motorrad.

## Notizie storiche
Con sede ad Aquisgrana, in Germania, l'azienda venne fondata nel 1987 ed è attualmente parte del Kohl Group, a cui fa capo anche la Steinmetz. Le componenti prodotte dall'industria si concentrano su telai, sistemi di scarico, cerchi in lega, elementi per gli interni, propulsori potenziati e mezzi completi. Tutti i telai realizzati vengono testati sul circuito del Nürburgring.

## Prodotti

### AC Schnitzer V8 Topster
Presso il salone automobilistico di Francoforte del 2003, l'AC Schnitzer presentò una propria versione della BMW Z4 3.0i. Denominata V8 Topster, era stata trasformata dalla configurazione roadster a quella coupé ed era stata dotata di un propulsore derivato dalla BMW M5 equipaggiato con nuovi alberi a camme, nuovi collettori di scarico e centralina elettronica riprogrammata. Tutto ciò elevava la potenza del mezzo a 450 cv di potenza con 520 Nm ci oppia, permettendo così alla Topster di accelerare da 0 a 100 km/h in 4,5 secondi, con velocità massima di 305 km/h. L'impianto di scarico era stato sostituito con una versione in acciaio cromato e la coppa e la pompa dell'olio erano state rimodellate per adattarsi alle dimensioni più ridotte del vano motore della Z4. Per migliorare la refrigerazione delle componenti meccaniche vennero installati nuovi condotti dell'aria, mentre per migliorare la frenata vennero installati nuovi freni a disco con pinze da due pistoncini. Il design della vettura subì un aggiornamento per migliorare l'aerodinamicità complessiva.

### AC Schnitzer Mini Cooper S
Basandosi sulla Mini Cooper S, i tecnici dell'azienda tedesca svilupparono una propria versione nel 2003. Il propulsore 1.6 che equipaggiava la vettura subì una rimappatura della centralina elettronica, riuscendo così ad erogare una potenza di 193 cv. Ciò permetteva al mezzo di accelerare da 0 a 100 km/h in 7 secondi, con velocità massima di 235 km/h. L'impianto di scarico di serie venne sostituito con una versione in acciaio cromato dotata di silenziatore e venne introdotto un nuovo body kit aerodinamico. Le sospensioni vennero abbassate di 30 mm per migliorare la manovrabilità del mezzo, e per lo stesso fine vennero applicati nuovi pneumatici sportivi. Nel 2005, con l'uscita della versione convertibile della S, ne è stata prodotta una versione elaborata contemporaneamente.
Nel 2008 venne modificata la versione Clubman. Rispetto alla versione di serie, era dotata di nuovi sospensioni sportive e il propulsore era stato elaborato fino ad ottenere una potenza di 226 cv. Tle risultato venne ottenuto impiantando un nuovo impianto di scarico con terminali in acciaio inox.

### AC Schnitzer ACS6
Nel 2004 venne costruita l'ACS6 dai tecnici della AC Schnitzer. Basata sulla BMW Serie 6 Coupé, era dotata di pneumatici sportivi che avvolgevano cerchi in lega. Le sospensioni vennero irrigidite ed abbassate di 23 mm per migliorare la maneggevolezza del mezzo, mentre il design venne aggiornato con nuovi elementi aerodinamici per aumentare la deportanza aerodinamica. Nella sezione posteriore il doppio terminale di scarico era di tipo sportivo in acciaio cromato e dotato di silenziatore. L'ACS6 è stata realizzata anche in versione Cabriolet.
Nel 2005 ne è stata realizzata la versione Sport basata sulla M6. Del modello originale venne sostituito l'impianto di scarico con una versione sportiva in acciaio inox.

### AC Schnitzer ACS1
Nel 2005, in luogo del lancio della nuova Serie 1 della BMW, ne venne realizzata una versione modificata denominata ACS1. Sia il propulsore 1.8 che il 2.0 subirono un incremento di potenza (rispettivamente di 25 e di 30 cv) e venne aggiunto un nuovo terminale di scarico sportivo V2A in acciaio cromato nella sezione posteriore della vettura. I cerchi di serie vennero sostituiti con delle versioni in lega per alleggerire il peso complessivo e vennero aggiunte delle nuove sospensioni sportive abbassate ed irrigidite per migliorare la maneggevolezza. Il design del mezzo venne aggiornato con nuovi elementi aerodinamici per migliorare la deportanza aerodinamica. Nel 2008 ne è stata realizzata anche la versione Convertible.
Nello stesso anno fu costruita la versione 3.5i. Oltre ad essere stata dotata di nuove componenti aerodinamiche, era equipaggiata con un propulsore 6 cilindri in linea fornito di due turbocompressori e di un nuovo impianto di scarico che gli permettevano l'erogazione di 360 cv. Ciò faceva accelerare il mezzo da 0 a 100 km/h in meno di cinque secondi, con velocità massima di 300 km/h. Per l'adeguamento alle nuove prestazioni, vennero montati pneumatici sportivi più larghi e nuovi cerchi sportivi.
Nel 2012, con il lancio della 1M, venne presentata presso il salone automobilistico di Francoforte la versione aggiornata dal tuner tedesco. Il propulsore venne elaborato fino a raggiungere una potenza di 400 cv e venne introdotto un nuovo impianto di scarico sportivo. Per sopperire alle nuove prestazioni venne impiantato un impianto frenante con dischi autoventilati forati dotati di 6 pistoncini nella sezione anteriore e quattro in quella posteriore. L'aerodinamica e il design vennero rinnovate con nuovi componenti in carbonio e i cerchi vennero cambiati con dei modelli in lega sportivi avvolti da pneumatici ad alte prestazioni. Componenti sportive vennero anche aggiunte negli interni.

### AC Schnitzer Tension

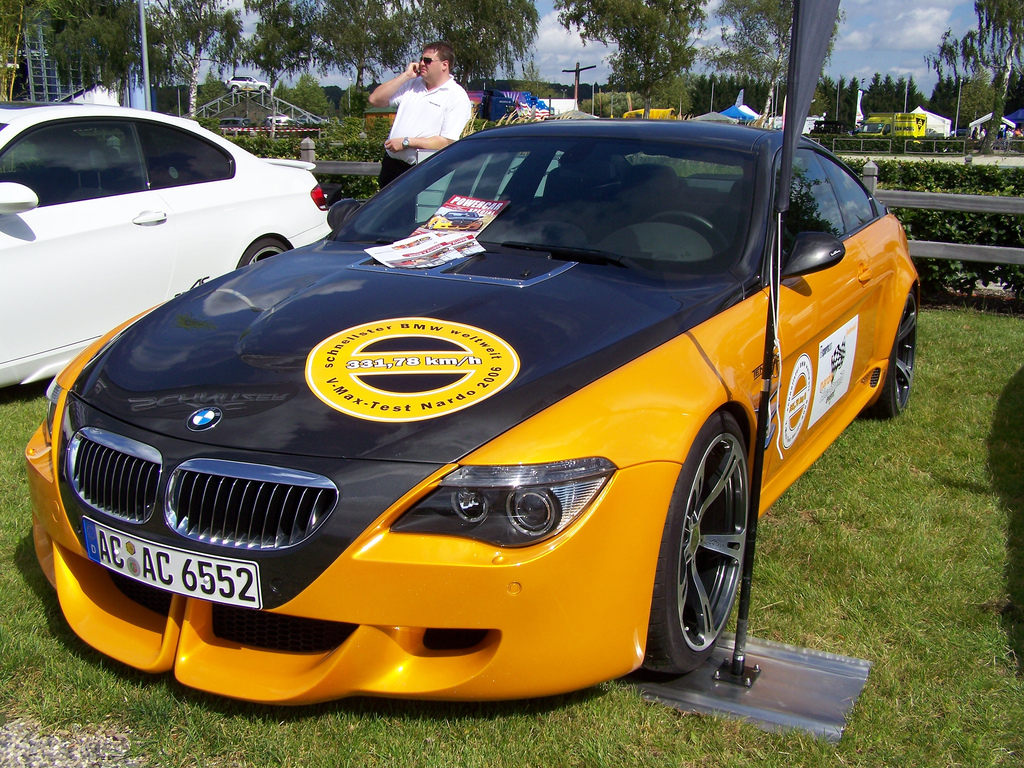
L'AC Schnitzer Tension

Al salone di Francoforte del 2006 l'AC Schnitzer realizzò la Tension, una propria elaborazione della BMW M6. Meccanicamente il propulsore è stato elaborato fino ad ottenere una potenza di 552 cv e una coppia di 540 Nm, permettendo alla vettura di accelerare da 0 a 100 km/h in 4,5 secondi con velocità massima di 325 km/h. In particolare era stato introdotto un nuovo sistema di scarico dotato di terminali in acciaio cromato. Per far fronte alle maggiori prestazioni, l'impianto frenante dovette essere potenziato con l'introduzione di freni a disco forati e ventilati di grandezza maggiore rispetto a quelli originali. La maneggevolezza venne invece curata sostituendo i cerchi di serie con delle versioni in lega più larghi per far aderire meglio la vettura al suolo. Questi ultimi sono stati avvolti in pneumatici sportivi Michelin Pilot Sport 2. Alle sospensioni vennero aggiunte delle barre anti-rollio per contenere le nuove sollecitazioni prodotte dalle prestazioni maggiori, mentre l carrozzeria venne resa più aerodinamica installando numerosi componenti aerodinamici aggiuntivi, come le nuove prese d'aria necessarie al raffreddamento del propulsore.

### AC Schnitzer E92 Coupé
Nel 2007 fu presentata una versione elaborata nel design della BMW E92 Coupé. Era dotata di nuovi elementi aerodinamici, sospensioni ribassate e pneumatici sportivi.

### AC Schnitzer Z4
Basandosi sulla BMW Z4, nel 2007 i tecnici della AC Schnitzer realizzarono una propria versione dotata di nuovi componenti aerodinamici in carbonio e di un nuovo impianto di scarico sportivo con terminali in acciaio inox. Tale aggiornamento è stato realizzato anche per la versione Roadster.

### AC Schnitzer GP3.10
Impiegando la BMW Serie 3 come base, i progettisti dell'azienda tedesca lanciarono la GP3.10, vettura pensata per dimostrare che anche i propulsori alimentati a gas propano liquido potevano avere un buon rendimento prestazionale. Alimentata a GPL, la vettura era dotata di un motore V10 che erogava 406 cv di potenza con 510 Nm di coppia grazie all'introduzione di un nuovo impianto di scarico e di una nuova mappatura per la centralina elettronica. Ci spingeva la vettura da 0 a 100 km/h in 3,9 secondi, con velocità massima di 320 km/h. L'impianto frenante era costituito da quattro freni a disco ventilati con otto pistoncini, mentre le sospensioni erano state irrigidite per migliorare la manovrabilità. Esternamente era stato aggiunto un nuovo body kit aerodinamico.

### AC Schnitzer ACS3 Sport
Nel 2008 venne costruita l'ACS3 Sport. Basata sulla BMW M3, era dotata di nuove sospensioni sportive ad alte prestazioni e di un propulsore V8 HP 4.0 dalla potenza di 420 cv. L'aumento di potenza e la conseguente accelerazione da 0 a 100 km/h in 4,8 secondi sono stati possibili con l'inserimento di un nuovo impianto di scarico sportivo. La carrozzeria era stata invece aggiornata con un nuovo body kit in carbonio per migliora l'aerodinamicità e contenere il peso complessivo. Venne costruita anche in versione Cabriolet.
Nel 2009 l'ACS3 conquistò il record mondiale di autovettura diesel più veloce del mondo con una velocità massima di 288.7 km/h stabilità sul circuito di Nardo.

### AC Schnitzer Falcon
Impiegando come base la BMW X5, nel 2008 l'azienda tedesca costruì la Falcon. Tale modello era dotato di un nuovo design sviluppato dal designer Michele Viandante, il quale aveva dotato il mezzo di nuove prese d'aria, un nuovo body kit e nuovi spoiler. L'impianto di scarico era stato modificato con una versione sportiva dotata di terminali in acciaio inox, mentre i cerchi di serie erano stati sostituiti con dei modelli in lega da 22". Il suo propulsore diesel 3.0, grazie ad un aggiornamento della centralina elettronica, era in grado di sviluppare la potenza di 310 cv con coppia di 680 Nm.

### AC Schnitzer Serie 7
Con l'immissione sul mercato della nuova BMW Serie 7, gli ingegneri dell'azienda tedesca iniziarono lo sviluppo di un esemplare personalizzato ad alte prestazioni. Tale modello implementava un nuovo body kit realizzato dal designer Michele Viandante, un nuovo impianto di scarico sportivo con doppio terminale in acciaio inox. La meccanica è rimasta invariata rispetto al modello di serie.

### AC Schnitzer X6
Basandosi sulla BMW X6, l'AC Schnitzer realizzò un proprio modello elaborato. Il design del mezzo venne aggiornato con un nuovo body kit realizzato dal designer Michele Viandante. Per contenere il peso vennero installati dei nuovi cerchi in lega e fu applicato un nuovo impianto di scarico con terminali in acciaio inossidabile. Ne venne realizzata anche la versione Falcon, la quale era dotata di un nuovo body kit aerodinamico realizzato in PU-RIM, un avanzato materiale di origine plastica, di un nuovo terminale di scarico, di nuovi cerchi sportivi Evo e di nuove componenti meccaniche che elevavano la potenza a 310 cv.
Nel 2010 fu costruita la versione potenziata della X6M. Era dotata di un nuovo impianto di scarico sportivo, nuovi inserti in carbonio per il propulsore, un nuovo body kit aerodinamico e nuovi cerchi in lega avvolti in pneumatici sportivi. Nello stesso periodo, sempre sulla base della X6M, fu costruito la X6M Falcon, equipaggiata con un nuovo body kit aerodinamico in carbonio.

### AC Schnitzer Serie 5 GT
Nel 2010 venne realizzata una versione modificata della BMW Serie 5 GT. Tale modello implementava un nuovo scarico sportivo con doppio terminale, nuove sospensioni sportive, un nuovo body kit aerodinamico e diversi aggiornamenti al propulsore 3.0 6 cilindri in linea che ora erogava 286 cv di potenza.

### AC Schnitzer X1
Per il salone di Ginevra nel 2010, l'AC Schnitzer presentò una propria interpretazione della BMW X1. Il propulsore di serie venne sostituito con un'unità BMW TwinPower Turbo con iniezione Common Rail che erogava la potenza di 240 cv. L'impianto di scarico era stato cambiato con una versione sportiva con doppio terminale cromato, mentre le sospensioni erano state aggiornate con delle componenti sportive. L'aerodinamica era stata migliorata con un nuovo body kit e vennero praticate nel corpo vettura nuove prese d'aria per il raffreddamento delle componenti meccaniche. I cerchi furono cambiati con delle versioni in lega avvolte da pneumatici sportivi.

### AC Schnitzer Serie 4
Nel 2014, dopo la presentazione della BMW Serie 4, il tuner tedesco ne ha costruito una propria versione. Rispetto al modello di serie, era equipaggiato con un nuovo body kit aerodinamico. Non vi furono ritocchi applicati alla meccanica.